# Grefsen (stacja kolejowa)
Grefsen – stacja kolejowa w Grefsen, w regionie Oslo w Norwegii, oddalona od Oslo Sentralstasjon o 6,82 km. Za stacją znajduje się odgałęzienie do linii Hovedbanen.

## Położenie
Jest końcową stacją towarowej linii Alnabru-Grefsenlinjen, jest położona na Gjøvikbanen. Leży na wysokości 109,2 m n.p.m..

## Ruch pasażerski
Ze stacji odjeżdżają pociągi do Gjøvik, Alna, Jaren, Skøyen i Oslo Sentralstasjon.
| Początkowa | Poprzednia | Numer | Następna | Końcowa |
| ---------- | ---------- | ----- | -------- | ------- |
| Skøyen     | Tøyen      | 300   | Nydalen  | Gjøvik  |

Leży na linii Gjøvikbanen. Jest elementem  kolei aglomeracyjnej w Oslo - w systemie SKM ma numer  300.  Obsługuje Oslo Sentralstasjon, Gjøvik. Pociągi odjeżdżają w obu kierunkach co pół godziny; część pociągów nie zatrzymuje się na wszystkich stacjach.

## Obsługa pasażerów
Poczekalnia. Odprawa podróżnych odbywa się wyłącznie w pociągu.